# George Dalaras
George Dalaras (Γιώργος Νταλάρας, kan også staves Yorgos, Jorgos eller Giorgos Dalaras) (født  29. september 1949 i havnebyen Piræus) er en græsk sanger og musiker.
Dalaras er født i en familie, hvor moderen kom til Grækenland som flygtning fra Lilleasien. Hans far, Loukis Daralas, var bouzoukispiller og sanger og har bl.a. skrevet rembetiko-sangen ”To Vouno” (Bjerget). Havnebyens folkelige og samtidig mondænt internationale karakter lagde allerede fra Dalaras var barn grunden til hans første musikalske inspirationer, som har taget udspring i rembetiko-musikken, i det man i dag kalder laïka (græsk moderne folkelig musik) og den traditionelle paradosiaka (græsk traditionel folkemusik). Han synger også traditionel pop, folk-rock. 

## Karriere
Dalaras har fyldt meget på den græske musikscene i 4 årtier. Han debuterede allerede som musiker og sanger som 16-årig og to år senere, i 1967, udgav han sin første sang "Προσμονή" ("Forventning"), det var samtidig som juntaen tog magten i Grækenland. Sangen blev dog ikke nogen succes, men han fortsatte dog med sin musikkarriere, først optrådte han som gæstesanger på flere udgaver, men i 1969 udgav han sit første album hos Minos. Det var Stavros Kouyioumtzis, som havde komponeret de fleste af melodierne, og de fortsatte med at samarbejde og var venner indtil Kouyioumtzis døde i 2005. Pladen blev en succes, den mest populære sang var "Pou 'nai ta chronia", som stadig synges i dag.  I 1970 udgav han albummet Na'tane to 21 ("Hvis bare det havde været i 21", hvilket hentyder til året 1821, som var året da den græske frihedskrig startede. Albummet fik større succes end debutudgaven og indeholdt bl.a. sange som "Na'tane to 21", "Kapou nichtoni", samt en instrumental version af "Pou 'nai ta chronia". Kouyioumtzis havde komponeret alle sangene.
I 1972 sang Dalaras sammen med sangerinden Haris Alexiou og fik sit store gennembrud i Grækenland, da de udgav LP'en Mikra Asia (Lilleasien), som solgte for guld, det var første gang at det skete for ham. Sangene var skrevet af Apostolos Kaldaras, som var kendt fra laïkó scenen i 1950'erne og 60'erne. LP er i nyere tid genudgivet som CD og i begrænset oplag også som LP af Minos-EMI. Mikra Asia LP'en blev efterfulgt af Vizantinos Esperinos i 1973.
Siden den første pladeudgave har Dalaras solgt mere end 12 millioner albums. Han er nærmest at betegne som en ”workaholic” og har gennem sin lange karriere udgivet mere end 80 soloalbums og medvirket eller produceret yderligere ca. 50. Ved siden af pladeproduktionen har han næsten konstant turneret både i sit hjemland Grækenland men også i det man kan kalde den græske diaspora, især de byer i USA, Tyskland og Holland, hvor der bor mange grækere.
Allerede da han var i begyndelsen af 20'erne begyndt Dalaras et tæt samarbejde med nogle af Grækenlands største komponister, først og fremmest Mikis Theodorakis. I militærjuntaens sidste dage tog han til Paris, hvor Theodorakis opholdt sig i eksil. Der indspillede de sammen albummet ”18 lianotraghoudha tis pikris patridhas" i 1973 til en stribe forbudte digte af den græske poet Jannis Ritsos og sat i musik af Theodorakis. Albummet blev forbudt af juntaen men cirkulerede under hånden indtil det officielt kunne udgives ved juntaens fald i 1974. 
Samarbejdet med Theodorakis har varet hele livet og så sent som i efteråret 2005 sang Dalaras for anden gang titelpartiet i Theodorakis’ hovedværk "Axion Esti" ved en stort anlagt koncert i Athen. Koncerten er udsendt på en dobbelt CD.    
Gennem alle årene har Dalaras samarbejdet med Grækenlands kendteste og mest elskede digtere og komponister. Helt uovertrufne er de sange han har indspillet til musik af komponisterne Stavros Kouyioumtzis, Manos Loizos, Apostolos Kaldaras og Stavros Xarchakos.  
Dalaras rolle i græsk musik er af den innovative karakter, selvom han bygger hovedparten af sine udgivelser på den traditionelle rembetiko og laíka. Han unikke stemme og hans betydelige evner på græske strengeinstrumenter af enhver art har vakt opsigt internationalt. Den musikalske nysgerrighed har ledt til samarbejder på tværs af flere kulturer. Det mest markante resultat er et latin album fra 1987, hvor han til lejligheden lærte at spille ægte flamenco guitar af selveste Paco de Lucia.  

## Politisk engagement
Udover musikken er Dalaras også kendt for sit politiske og sociale engagement. Af natur er han en nedtonet og beskeden person, men hans åbenlyse politiske stillingtagen har skabt røre om hans person. På den måde slægter han Theodorakis på og bliver i perioder udsat for  latterliggørelse og kritik i pressen, præcis som sit store forbillede og mentor. Dalaras’ politske arbejde har senest resulteret i, at han i oktober 2006 blev udpeget som goodwill ambassadør for UNHCR. Her har det første initiativ været en rejse på vegne af FN til flygtningelejre i Sierra Leone og Liberia.

## Udvalgt diskografi
- Latin
- 100 Χρόνια Σινεμά (100 Chronia Sinema)
- Βυζαντινός Εσπερινός (Vyzantionos Esperinos)
- Γιώργος Νταλάρας (Giorgos Dalaras)
- Ηλιοσκόπιο (Ilioskopio)
- Καλώς τους! (Kalos tus)
- Τραγούδια με ουσίες (Tragudia me usies)

## Eksterne links
- Officiel hjemmeside (mest på græsk, men også lidt på engelsk)